# Nocturno
Nocturno è una rivista italiana dedicata al cinema di genere.

## Storia

### I primi anni
La rivista Nocturno Cinema nasce come fanzine nel 1994 da un'idea di Manlio Gomarasca e Davide Pulici. Il primo numero, realizzato in una tiratura limitata di cento copie, è datato ottobre/novembre di quell'anno. L'intento dei due autori era quello di creare uno spazio nuovo ed originale dove potessero essere approfonditi gli itinerari, allora inesplorati, del cinema italiano di genere.
Gli argomenti trattati andavano dall'horror, al poliziesco e persino all'hard (nella rubrica "Spazio X"). L'idea originale di occuparsi unicamente di cinema di genere italiano era un modo per riscrivere la storia del nostro cinema attraverso le sue opere e i suoi autori meno conosciuti e un modo per differenziarsi dalla maggior parte delle altre fanzine che si occupavano di exploitation in generale.
Nel corso degli anni Nocturno Cinema si occuperà di registi come Fernando Di Leo, Ruggero Deodato, Lucio Fulci, Aristide Massaccesi e personaggi meno noti come Rino Di Silvestro, Mario Gariazzo, Massimo Foschi, Claudio Fragasso, Al Cliver, Bruno Mattei e tanti altri. Nelle rubriche "Noi siamo le colonne" e "Controluce" hanno avuto modo di dire la loro molti testimoni del cinema italiano: caratteristi, produttori, fotografi di scena, stuntmen e direttori della fotografia.
Ha scritto Giuseppe Pollicelli: «Non c’è alcun dubbio che un’esperienza come quella di "Nocturno" non abbia equivalenti: l’opera di recupero, scavo, indagine critica e filologica condotta da Gomarasca e Pulici con i loro collaboratori, evitando peraltro celebrazioni e riabilitazioni indiscriminate, non è paragonabile, per rigore e risultati ottenuti, a quella di nessun’altra pubblicazione al mondo. Se il nostro cinema di genere degli anni Sessanta, Settanta e Ottanta gode oggi - che si parli di western, horror, polizieschi o commedie - della popolarità e della considerazione che sappiamo, è in gran parte merito di "Nocutrno"».. E Roberto Poppi, nel suo volume del Dizionario del cinema italiano dedicato ai registi, definisce la rivista «miniera inesauribile d'informazioni sui registi del cinema di genere».
La rivista comincia ad assumere dimensioni più professionali nell'ottobre del 1995, quando durante il 62º MIFED di Milano il direttore dell'Italiana Comunicazione, Giorgio Pulini, manifesta l'intenzione di voler tentare la carta dell'editoria e si interessa al lancio della rivista. Pulini resterà nel nucleo di Nocturno per molti anni e aiuterà a costruire una rete di contatti ed opportunità.
A fine anno nasce l'Associazione Culturale Nocturno Cinema, composta inizialmente da Manlio Gomarasca, Davide Pulici, Daniele Aramu, Andrea Giorgi, Barbara Fabbrin, Fabrizio Li Perni e Giorgio Pulini. Nel dicembre 2004 Nocturno Cinema viene registrato al Tribunale di Milano, passando "legalmente" dallo status di fanzine a quello di rivista. Realizzato con pochi mezzi, ma con l'appoggio di un numero crescente di amici e collaboratori, tra cui firme autorevoli come Paolo Mereghetti, Alberto Pezzotta, Mauro Gervasini, Michele Giordano, Roberto Curti, Pier Maria Bocchi e Giona A. Nazzaro (ma nel corso degli anni si sono avvicendati anche Marco Giusti, Steve Della Casa, Luca Cirillo, Gianluca Castoldi, Antonio Bruschini, Alessandro Marangio, Igor Padovan Molino e Gaetano Mistretta), Nocturno Cinema ha continuato la pubblicazione trimestrale fino al numero 13. Nel dicembre del 1999 a Bologna si è tenuto inoltre il primo Nocturno Film Festival con ospiti quali Valerio Evangelisti, Umberto Lenzi e Zora Kerowa.

### Tra vecchio e nuovo
Nel 2000 Nocturno Cinema diventa mensile. Dopo aver realizzato una decina di collane di film in VHS per la casa editrice Shendene & Moizzi, recuperando dall'oblio un centinaio di film (dai classici di Mario Bava ai decamerotici di Laurenti & Co.), Manlio Gomarasca e Daniele Aramu, titolari della neonata Nocturno Edizioni S.r.l., stringono un accordo distributivo con l'editore Giorgio Bernardini De Pace. Dal numero 14 Nocturno cambia pelle e tenta la carta della grande distribuzione.
Per arrivare a coprire un buco editoriale nel settore delle riviste di cinema, Nocturno decide di ampliare il suo raggio d'azione e di spostare l'attenzione dal cinema italiano a quello internazionale. Lo stesso numero introduce una nuova formula: una parte della rivista è dedicata all'attualità cinematografica, alla televisione e ai DVD, l'altra metà a una monografia (i Nocturno Dossier) su vari temi, generi o autori.
Dal primo numero dedicato al fenomeno della Blaxploitation fino a oggi, i Nocturno Book/Dossier si sono occupati di cinema erotico, del giallo all'italiana, dei Mondo movie, del cosiddetto Nazisploitation, del fenomeno dei Cinecomix, dei Revenge movies, del cinema di Stephen King e di tanti altri argomenti, dedicando in epoca più recente delle monografie a Fernando Di Leo, Lucio Fulci e Dario Argento. Durante questa prima fase produce anche alcuni film in vhs da allegare alla rivista, riscoprendo classici del genere come Paura nella città dei morti viventi di Lucio Fulci, Delirium House di Norman J. Warren, Cannibal! The Musical di Trey Parker e Joe D'Amato Totally Uncut, il video-documentario su Joe D'Amato realizzato, da Manlio Gomarasca e Davide Pulici per la regia di Roger A. Fratter, qualche mese prima della morte del regista.
Nocturno Cinema ha realizzato anche una serie di libretti con interviste ai protagonisti del cinema di genere. Tra le altre iniziative editoriali di Nocturno Cinema vanno ricordati il volume 99 donne, con le testimonianze di grandi dive del cinema popolare, e i libri Suite a due voci (romanzo breve di Fernando di Leo) e I maestri del giallo, con racconti inediti di Lucio Fulci, Daniele Stroppa, Umberto Lenzi e Fernando Di Leo.
Nel 2002 nasce la Cinema Bis Communication S.r.l., che oltre a continuare la pubblicazione della rivista Nocturno Cinema si occupa anche di servizi editoriali di vario tipo legati al mondo del cinema e della produzione di contenuti speciali per DVD.

### Gli anni della maturità
Nocturno è attiva anche nel mercato home video realizzando video documentari per le maggiori case di distribuzione italiane, quali Medusa Film, Rarovideo, Dolmen, Gargoyle, Noshame, AlanYoung, DvdStorm. Il documentario Fernando di Leo: la morale del genere, realizzato da Manlio Gomarasca, viene presentato alla 61º Mostra del cinema di Venezia all'interno della retrospettiva "Italian King of the Bis" di Marco Giusti e Luca Rea.
Sempre in quella edizione, Nocturno ha festeggiato i suoi primi dieci anni presentando con Barbara Bouchet l'evento dedicato a Fernando Di Leo. Nel 2005, sempre a Venezia, Nocturno ha organizzato l'omaggio al produttore Fulvio Lucisano mostrando la copia restaurata di Terrore nello spazio di Mario Bava alla presenza del romanziere Renato Pestriniero. Tra le altre manifestazioni con cui Nocturno ha cominciato a collaborare all'inizio degli anni duemila ci sono anche il Ravenna Nightmare Film Fest (per il quale si occupa della selezione ufficiale), il Trieste Science+Fiction Festival (dove assegna il premio "Nocturno Nuove Visioni") e il festival svizzero di Neuchatel. Nel 2007 Manlio Gomarasca e Marco Giusti, durante la 64ª Mostra di Venezia, hanno curato la retrospettiva Spaghetti Western, mentre altri eventi "Nocturno" sono stati presentati in precedenza durante la manifestazione.
Nel frattempo Nocturno continua la sua attività editoriale, coinvolgendo nel ruolo di articolisti autori quali Lamberto Bava, Tinto Brass, Ruggero Deodato, Valerio Evangelisti, Corrado Farina, Aldo Lado e Umberto Lenzi.